# 莫里斯·佩雷斯
莫里斯·佩雷斯（英語：Maurice Peress，1930年3月18日—2017年12月31日），是一位美国管弦乐队指挥、教育家和作家。

## 生平
1961年，佩雷斯在伦纳德·伯恩斯坦领导的纽约爱乐乐团中，担任助理团长。1962年，担任得克萨斯州科珀斯克里斯蒂乐团指挥。1970年后，他还连续两年指挥奥斯汀交响乐团。1974年，他离开德克萨斯州，接管了堪萨斯城市爱乐乐团，直到1980年他一直留在那里担任指挥。1971年、1973年和2014年，他担任伦纳德·伯恩斯坦的MASS乐团指挥。
此后，莫里斯・佩雷斯开始在国际舞台上崭露头角。1980年，他在香港管弦乐团担任指挥。1981年，在维也纳国家歌剧院担任指挥。1988年，又效力于罗马圣塞西莉亚音乐学院乐团。1997年，担任捷克布尔诺·奥克斯特乐团指挥。1996至1997年，担任上海广播交响乐团指挥。1998年，任墨尔本交响乐团指挥。1999年，任巴比肯艺术中心指挥。2000年代，他曾多次出访中国，指挥上海歌剧院、北京中国国家交响乐团和深圳交响乐团。2010年到2014年，他返回美国，担任康涅狄格州新不列颠交响乐团的音乐总监和指挥。
1984年，他成为皇后学院亚伦·科普兰音乐学院的教授。他还在纽约大学建立了指挥艺术硕士学位，并指挥皇后学院管弦乐团。
佩雷斯著有《从德沃夏克到艾灵顿公爵：探索美国音乐及其非裔美国人的根源》，该书由牛津大学出版社2004年出版。佩雷斯与杜克·艾灵顿一起修改了《黑色、棕色和米色》的结尾，并于1988年在美国爵士乐团首次亮相。
2017年12月31日，莫里斯·佩雷斯在曼哈顿去世。他的三个孩子均为艺术家：戏剧指导洛尔卡·佩雷斯，作曲家和鼓手保罗·佩雷斯，以及创作歌手安妮卡·帕里斯。